# Alvastra landskommun
Alvastra landskommun var en tidigare kommun i Östergötlands län.

## Administrativ historik
Kommunen bildades som så kallad storkommun vid kommunreformen 1952 genom sammanläggning av de tidigare landskommunerna Heda, Rök, Svanshals, Trehörna och Västra Tollstad.
1969 upphörde landskommunen genom sammanläggning med Ödeshögs landskommun som 1971 ombildades till Ödeshögs kommun.
Kommunkod var 0508.

### Kyrklig tillhörighet
I kyrkligt hänseende tillhörde kommunen församlingarna Heda, Rök, Svanshals, Trehörna och Västra Tollstad.

## Kommunvapnet
Blasonering: I rött fält en uppskjutande abbotstav, åtföljd på dexter sida av en uppåtgående måne och på sinister sida av en sexuddig stjärna, alla av guld.
Vapnet fastställdes 1951 och motivet är hämtat från sigillet för Alvastra klosters abbot under 1300-talet. Vid sammanläggningen av Alvastra och Ödeshögs landskommuner 1969 bidrog Ödeshög med namnet medan Alvastra bidrog med kommunvapnet. Vapnet registrerades i PRV för den nya kommunen 1974.

## Geografi
Alvastra landskommun omfattade den 1 januari 1952 en areal av 247,26 km², varav 229,08 km² land.

### Tätorter i kommunen 1960
I Alvastra landskommun fanns tätorten Hästholmen, som hade 238 invånare den 1 november 1960. Tätortsgraden i kommunen var då 9,5 procent.

## Politik

### Mandatfördelning i valen 1950-1966
| 17 | 11 | 4 | 3 |

| 34 |

| 16 | 11 | 4 | 4 |

| 33 |

| 14 | 13 | 3 | 5 |

| 34 |

| 15 | 12 | 3 | 5 |

| 33 |

| 13 | 14 | 3 | 5 |

| 33 |